# Ravnice (żupania krapińsko-zagorska)
Ravnice – wieś w Chorwacji, w żupanii krapińsko-zagorskiej, w gminie Veliko Trgovišće. W 2011 roku liczyła 316 mieszkańców.